# Kulas
Kulas – polskie nazwisko. Na początku lat 90. XX wieku w Polsce nosiły je 4238 osoby, według nowszych, internetowych oparty danych liczba jest 4669. Nazwisko pochodzi od kula lub kuleć lub kulić i jest najbardziej rozpowszechnione w środkowo-północnej Polsce. Nazwisko po raz pierwszy odnotowano w Polsce w 1460 roku i można znaleźć także wśród Polaków w Niemczech.

## Znane osoby noszące to nazwisko
- Jan Kulas (1908–1983) – polski nauczyciel, działacz PZPR;
- Jan Kulas (ur. 1957) – polski polityk;
- Marek Kulas (ur. 1963) – polski kolarz szosowy.
- Łukasz Kulas (ur.1977) - profesor Politechniki Gdańskiej w Katedrze Inżynierii Mikrofalowej i Antenowej